# Ubrique

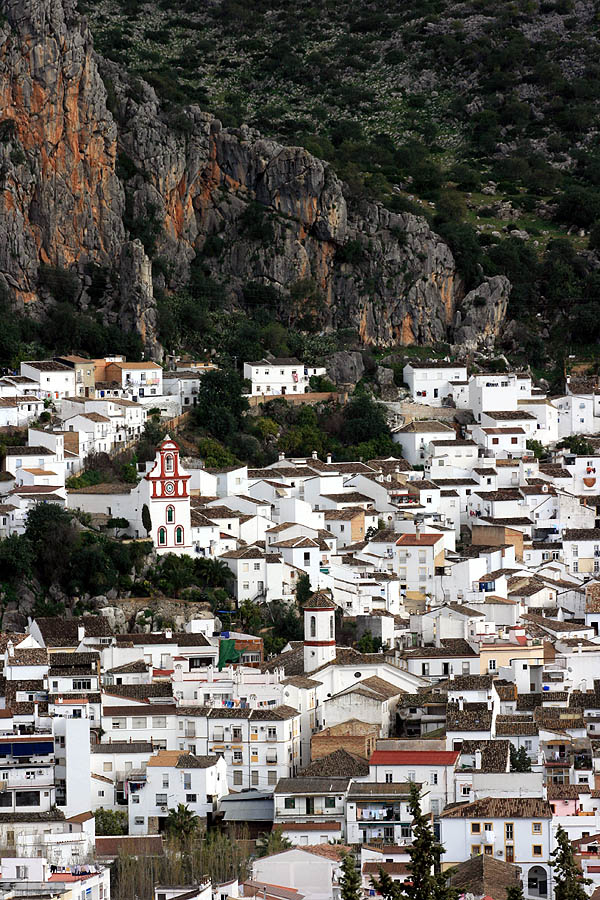
Ubrique at the foot of Sierra Ubrique.

Ubrique là một đô thị trong tỉnh Cádiz, Tây Ban Nha. Theo điều tra dân số 2005 đô thị này có dân số là 17.362 người.

## Dân số
| 1999   | 2000   | 2001   | 2002   | 2003   | 2004   | 2005   |
| ------ | ------ | ------ | ------ | ------ | ------ | ------ |
| 17,960 | 17,586 | 17,395 | 17,534 | 17,478 | 17,404 | 17,362 |

Source: INE (Spain)